# László Mahó
László Mahó (* 10. März 1941 in Csepel, Komitat Pest-Pilis-Solt-Kiskun; † 3. Juni 2006 ebenda) war ein ungarischer Radrennfahrer und nationaler Meister im Radsport.

## Sportliche Laufbahn
Mahó war Teilnehmer der Olympischen Sommerspiele 1964 in Tokio. Beim Sieg von Mario Zanin im olympischen Straßenrennen belegte er den 83. Platz. Die ungarische Mannschaft mit András Mészáros, János Juszkó und Ferenc Stámusz wurde 12. im Mannschaftszeitfahren.
1965 siegte er in der Ungarn-Rundfahrt, ohne selbst eine Etappe zu gewinnen. In der Jugoslawien-Rundfahrt 1965 wurde er Fünfter. Fünfmal stand er auf dem Podium der nationalen Meisterschaften im Querfeldeinrennen, ohne allerdings den Titel zu gewinnen. Die Internationale Friedensfahrt bestritt er viermal. Sein bestes Resultat im Gesamtergebnis war der 25. Platz 1964. Er startete für die Vereine SC Csepel und Ferencváros Budapest.